# Gilbert Desiré Joseph Bachelu
Gilbert Désiré Joseph Bachelu (n. 9 februarie 1777, Dole, Franche-Comté⁠(d), Franța – d. 16 iunie 1849, Paris, Franța), a fost un militar francez, general remarcabil al Primului Imperiu. Primii zece ani ai serviciului militar i-a petrecut ca genist. A comandat Divizia a 5-a de Infanterie în Bătălia de la Quatre Bras. A murit de holeră în capitala franceză, la vârsta de 72 de ani. Numele său este înscris pe Arcul de Triumf din Paris.